# Pelican Bay (Texas)
Pelican Bay es una ciudad ubicada en el condado de Tarrant en el estado estadounidense de Texas. En el Censo de 2010 tenía una población de 1.547 habitantes y una densidad poblacional de 891,49 personas por km².

## Geografía
Pelican Bay se encuentra ubicada en las coordenadas 32°55′22″N 97°31′8″O / 32.92278, -97.51889. Según la Oficina del Censo de los Estados Unidos, Pelican Bay tiene una superficie total de 1.74 km², de la cual 1.74 km² corresponden a tierra firme y (0%) 0 km² es agua.

## Demografía
Según el censo de 2010, había 1.547 personas residiendo en Pelican Bay. La densidad de población era de 891,49 hab./km². De los 1.547 habitantes, Pelican Bay estaba compuesto por el 92.44% blancos, el 0.58% eran afroamericanos, el 0.84% eran amerindios, el 0.65% eran asiáticos, el 0% eran isleños del Pacífico, el 2.91% eran de otras razas y el 2.59% pertenecían a dos o más razas. Del total de la población el 12.28% eran hispanos o latinos de cualquier raza.